# Allensbach
Allensbach település Németországban, azon belül Baden-Württembergben. Lakosainak száma 7379 fő (2023. december 31.). Allensbach Konstanz, Ludwigshafen am Bodensee és Reichenau községekkel határos.

## Népesség
A település népessége az elmúlt években az alábbi módon változott:
| Lakosok száma | 3358 | 4187 | 5486 | 6018 | 5774 | 6807 | 7049 | 7082 | 6919 | 7379 |
|               | 1961 | 1968 | 1974 | 1981 | 1987 | 1994 | 2000 | 2007 | 2013 | 2023 |